# Primera División de España 1957-58
La temporada 1957/1958 de la Primera División de España de fútbol, correspondiente a la 27ª edición del campeonato, comenzó el 15 de septiembre de 1957 y terminó el 4 de mayo de 1958. El derbi madrileño del 27 de abril de 1958 fue el primer partido de fútbol retransmitido en directo por televisión en España.
El Real Madrid Club de Fútbol se proclamó campeón por segunda temporada consecutiva.

## Equipos participantes
Esta temporada participaron 16 equipos. El Real Zaragoza estrenó esta temporada el Estadio de La Romareda y el Barcelona el Camp Nou.
| Equipo                       | Ciudad                   | Estadio                    | Aforo  |
| ---------------------------- | ------------------------ | -------------------------- | ------ |
| Atlético de Bilbao           | Bilbao                   | San Mamés                  | 42.000 |
| Club Atlético de Madrid      | Madrid                   | Metropolitano              | 56.717 |
| Club de Fútbol Barcelona     | Barcelona                | Estadio del C.F. Barcelona | 83.868 |
| Real Club Celta              | Vigo                     | Balaidos                   | 15.850 |
| Real Club Deportivo Español  | Barcelona                | Sarriá                     | 30.000 |
| Real Gijón                   | Gijón                    | El Molinón                 | 23.500 |
| Granada Club de Fútbol       | Granada                  | Los Cármenes               | 12.000 |
| Real Jaén Club de Fútbol     | Jaén                     | La Victoria                | 9.040  |
| Unión Deportiva Las Palmas   | Las Palmas de G. Canaria | Insular                    | 12.000 |
| Club Atlético Osasuna        | Pamplona                 | San Juan                   | 13.400 |
| Real Madrid Club de Fútbol   | Madrid                   | Santiago Bernabéu          | 90.123 |
| Real Sociedad de Fútbol      | San Sebastián            | Atocha                     | 21.650 |
| Sevilla Club de Fútbol       | Sevilla                  | Nervión                    | 30.000 |
| Valencia Club de Fútbol      | Valencia                 | Mestalla                   | 53.190 |
| Real Valladolid Deportivo    | Valladolid               | José Zorrilla              | 21.333 |
| Real Zaragoza Club Deportivo | Zaragoza                 | La Romareda                | 32.416 |

Fuente: Anuario de la RFEF

## Sistema de competición
El torneo estuvo organizado por la Real Federación Española de Fútbol.
Como en la temporada anterior, tomaron parte 16 equipos de toda la geografía española, encuadrados en un grupo único. Siguiendo un sistema de liga, se enfrentaron todos contra todos en dos ocasiones -una en campo propio y otra en campo contrario- durante un total de 26 jornadas. El orden de los encuentros se decidió por sorteo antes de empezar la competición.
La clasificación se estableció a razón del siguiente sistema de puntuación: dos puntos para el equipo vencedor de un partido, un punto para cada contendiente en caso de empate y cero puntos para el perdedor de un partido. 
El equipo que más puntos sumó se proclamó campeón de liga y obtuvo la clasificación para la siguiente edición de la Copa de Europa organizada por la UEFA.
Los dos últimos clasificados descendieron directamente a Segunda División, siendo reemplazados la siguiente temporada por los campeones de cada grupo de la dicha categoría.

## Clasificación

### Clasificación final
| Pos. | Equipo                    | Pts. | PJ | G  | E  | P  | GF | GC | Dif. | Clasificación                 |
| ---- | ------------------------- | ---- | -- | -- | -- | -- | -- | -- | ---- | ----------------------------- |
| 1    | Real Madrid C. F. (C)     | 45   | 30 | 20 | 5  | 5  | 71 | 26 | +45  | Clasifica a la Copa de Europa |
| 2    | Atlético de Madrid        | 42   | 30 | 16 | 10 | 4  | 78 | 43 | +35  | Clasifica a la Copa de Europa |
| 3    | C. F. Barcelona           | 38   | 30 | 17 | 4  | 9  | 69 | 38 | +31  | Clasifica a la Copa de Ferias |
| 4    | Valencia C. F.            | 36   | 30 | 13 | 10 | 7  | 56 | 40 | +16  |                               |
| 5    | C. A. Osasuna             | 35   | 30 | 15 | 5  | 10 | 53 | 43 | +10  |                               |
| 6    | Atlético de Bilbao (C, O) | 32   | 30 | 14 | 4  | 12 | 56 | 48 | +8   | Campeón de Copa.              |
| 7    | R. C. Celta de Vigo       | 32   | 30 | 13 | 6  | 11 | 50 | 51 | −1   |                               |
| 8    | R. C. D. Español          | 28   | 30 | 11 | 6  | 13 | 48 | 46 | +2   |                               |
| 9    | Real Sociedad             | 27   | 30 | 10 | 7  | 13 | 38 | 44 | −6   |                               |
| 10   | Sevilla C. F.             | 25   | 30 | 9  | 7  | 14 | 45 | 55 | −10  |                               |
| 11   | U. D. Las Palmas          | 25   | 30 | 9  | 7  | 14 | 34 | 65 | −31  |                               |
| 12   | Real Gijón                | 24   | 30 | 10 | 4  | 16 | 46 | 57 | −11  |                               |
| 13   | Granada C. F.             | 24   | 30 | 11 | 2  | 17 | 35 | 53 | −18  |                               |
| 14   | Real Zaragoza             | 24   | 30 | 8  | 8  | 14 | 39 | 52 | −13  |                               |
| 15   | Real Valladolid (D)       | 23   | 30 | 9  | 5  | 16 | 45 | 73 | −28  | Descenso a Segunda División   |
| 16   | Real Jaén C. F. (D)       | 20   | 30 | 9  | 2  | 19 | 29 | 58 | −29  | Descenso a Segunda División   |

 Fuente: BDFutbol
Criterios de clasificación: Puntos · Diferencia de goles · Goles a favor · Play-off
Notas:
1. ↑  El Atlético de Madrid se clasifica para la Copa de Europa ya que el campeón de liga, el Real Madrid, se clasificó para la máxima competición continental por ser el vigente campeón.

### Evolución de la clasificación
| Equipo / Jornada   | 01 | 02 | 03 | 04 | 05 | 06 | 07 | 08 | 09 | 10 | 11 | 12 | 13 | 14 | 15 | 16 | 17 | 18 | 19 | 20 | 21 | 22 | 23 | 24 | 25 | 26 | 27 | 28 | 29 | 30 |   |
| ------------------ | -- | -- | -- | -- | -- | -- | -- | -- | -- | -- | -- | -- | -- | -- | -- | -- | -- | -- | -- | -- | -- | -- | -- | -- | -- | -- | -- | -- | -- | -- | - |
| Real Madrid CF     | 2  | 1  | 1  | 2  | 1  | 1  | 1  | 1  | 1  | 1  | 1  | 1  | 1  | 1  | 3  | 3  | 3  | 3  | 3  | 2  | 1  | 2  | 2  | 1  | 1  | 1  | 1  | 1  | 1  | 1  |   |
| Atlético de Madrid | 4  | 2  | 3  | 5  | 5  | 4  | 2  | 4  | 2  | 3  | 2  | 2  | 2  | 2  | 1  | 1  | 1  | 1  | 1  | 1  | 2  | 1  | 1  | 2  | 2  | 2  | 2  | 2  | 2  | 2  |   |
| CF Barcelona       | 5  | 4  | 7  | 1  | 3  | 2  | 4  | 3  | 3  | 2  | 3  | 3  | 3  | 3  | 2  | 2  | 2  | 2  | 2  | 3  | 3  | 3  | 3  | 3  | 3  | 3  | 3  | 3  | 3  | 3  |   |
| Valencia CF        | 11 | 11 | 13 | 12 | 12 | 11 | 13 | 16 | 15 | 16 | 16 | 15 | 13 | 11 | 9  | 9  | 9  | 8  | 9  | 8  | 7  | 7  | 5  | 4  | 4  | 4  | 4  | 4  | 4  | 4  |   |
| CA Osasuna         | 15 | 7  | 6  | 7  | 4  | 3  | 6  | 5  | 7  | 7  | 7  | 7  | 7  | 8  | 7  | 7  | 7  | 5  | 7  | 6  | 8  | 6  | 8  | 6  | 6  | 5  | 5  | 5  | 5  | 5  |   |
| Atlético de Bilbao | 1  | 6  | 4  | 4  | 8  | 6  | 5  | 6  | 5  | 6  | 6  | 6  | 6  | 5  | 6  | 4  | 5  | 6  | 5  | 4  | 4  | 4  | 4  | 5  | 5  | 6  | 6  | 6  | 6  | 6  |   |
| Celta de Vigo      | 13 | 16 | 9  | 9  | 6  | 7  | 7  | 7  | 7  | 6  | 4  | 4  | 4  | 4  | 4  | 4  | 6  | 4  | 4  | 4  | 5  | 5  | 5  | 6  | 7  | 7  | 7  | 7  | 7  | 7  | 7 |
| RCD Español        | 7  | 3  | 5  | 3  | 2  | 5  | 3  | 2  | 4  | 5  | 5  | 5  | 5  | 6  | 5  | 5  | 6  | 7  | 6  | 7  | 6  | 8  | 7  | 8  | 8  | 8  | 8  | 9  | 8  | 8  |   |
| Real Sociedad      | 9  | 15 | 8  | 10 | 10 | 13 | 8  | 10 | 9  | 8  | 8  | 8  | 8  | 7  | 8  | 8  | 8  | 9  | 8  | 9  | 9  | 9  | 9  | 9  | 9  | 9  | 9  | 8  | 9  | 9  |   |
| Sevilla CF         | 16 | 14 | 15 | 11 | 11 | 8  | 9  | 12 | 13 | 14 | 13 | 13 | 14 | 16 | 16 | 16 | 16 | 16 | 16 | 16 | 16 | 16 | 15 | 15 | 15 | 13 | 15 | 12 | 11 | 10 |   |
| U. D. Las Palmas   | 3  | 9  | 12 | 15 | 13 | 15 | 16 | 15 | 16 | 15 | 15 | 16 | 15 | 13 | 15 | 15 | 14 | 15 | 15 | 14 | 11 | 12 | 13 | 13 | 13 | 15 | 13 | 11 | 15 | 11 |   |
| Real Gijón         | 12 | 13 | 14 | 16 | 15 | 14 | 11 | 14 | 11 | 13 | 10 | 14 | 16 | 14 | 11 | 12 | 10 | 11 | 10 | 10 | 10 | 11 | 11 | 11 | 10 | 10 | 10 | 10 | 10 | 12 |   |
| Granada CF         | 14 | 16 | 16 | 14 | 14 | 12 | 14 | 11 | 12 | 10 | 11 | 9  | 9  | 9  | 13 | 11 | 12 | 10 | 12 | 12 | 13 | 10 | 10 | 10 | 11 | 12 | 12 | 13 | 12 | 13 |   |
| Real Zaragoza      | 10 | 8  | 11 | 9  | 9  | 10 | 12 | 9  | 8  | 9  | 9  | 11 | 11 | 15 | 12 | 13 | 15 | 12 | 11 | 11 | 12 | 13 | 12 | 12 | 12 | 11 | 11 | 14 | 13 | 14 |   |
| Real Valladolid    | 8  | 12 | 10 | 13 | 16 | 16 | 15 | 13 | 14 | 11 | 12 | 12 | 10 | 12 | 10 | 10 | 11 | 13 | 14 | 15 | 15 | 15 | 16 | 16 | 16 | 16 | 16 | 15 | 14 | 15 |   |
| Real Jaén          | 6  | 5  | 2  | 8  | 7  | 9  | 10 | 8  | 10 | 12 | 14 | 10 | 12 | 10 | 14 | 14 | 13 | 14 | 13 | 13 | 14 | 14 | 14 | 14 | 14 | 14 | 14 | 16 | 16 | 16 |   |

## Resultados
| Local \ Visitante   | ATH | ATM | BAR | CEL | ESP | GIJ | GRA | JAE | LAS | OSA | RMA | RSO | SEV | VAL | VLD | ZAR |
| ------------------- | --- | --- | --- | --- | --- | --- | --- | --- | --- | --- | --- | --- | --- | --- | --- | --- |
| Atlético de Bilbao  | —   | 1–2 | 4–1 | 6–0 | 3–2 | 2–1 | 1–0 | 5–1 | 1–1 | 2–0 | 0–2 | 2–2 | 5–2 | 3–2 | 1–0 | 4–1 |
| Atlético de Madrid  | 3–2 | —   | 3–1 | 2–1 | 2–3 | 3–2 | 5–1 | 4–1 | 9–0 | 4–1 | 1–1 | 2–0 | 1–1 | 2–2 | 7–0 | 4–2 |
| C. F. Barcelona     | 3–0 | 2–2 | —   | 1–0 | 3–1 | 3–0 | 4–1 | 6–1 | 2–0 | 3–0 | 0–2 | 1–0 | 3–1 | 1–1 | 7–1 | 5–1 |
| R. C. Celta de Vigo | 0–1 | 2–2 | 4–0 | —   | 3–2 | 1–2 | 0–2 | 2–1 | 2–2 | 2–0 | 2–1 | 1–0 | 3–1 | 3–2 | 3–1 | 2–1 |
| R. C. D. Español    | 1–0 | 4–1 | 2–1 | 1–1 | —   | 5–1 | 2–1 | 2–0 | 3–0 | 2–0 | 2–4 | 2–2 | 2–3 | 0–0 | 1–1 | 1–0 |
| Real Gijón          | 0–2 | 2–4 | 3–2 | 1–2 | 2–0 | —   | 5–1 | 1–0 | 1–0 | 2–3 | 3–0 | 3–0 | 1–1 | 1–3 | 0–2 | 4–1 |
| Granada C. F.       | 1–3 | 2–2 | 0–4 | 1–0 | 1–0 | 1–0 | —   | 2–0 | 4–0 | 1–2 | 0–2 | 3–1 | 2–1 | 1–0 | 4–0 | 1–0 |
| Real Jaén C. F.     | 3–2 | 0–1 | 1–0 | 4–1 | 4–2 | 2–1 | 2–0 | —   | 1–1 | 0–2 | 0–2 | 0–1 | 1–0 | 1–0 | 0–2 | 3–0 |
| U. D. Las Palmas    | 2–2 | 3–0 | 0–7 | 1–6 | 1–0 | 0–0 | 1–0 | 2–1 | —   | 2–1 | 0–0 | 2–1 | 4–1 | 5–3 | 3–1 | 0–0 |
| C. A. Osasuna       | 2–2 | 1–1 | 2–1 | 5–1 | 3–2 | 2–1 | 1–0 | 5–1 | 2–0 | —   | 1–0 | 3–0 | 3–2 | 2–2 | 5–0 | 1–1 |
| Real Madrid C. F.   | 6–0 | 0–0 | 3–0 | 5–0 | 2–0 | 4–0 | 4–0 | 3–0 | 2–1 | 3–0 | —   | 2–1 | 6–0 | 2–1 | 5–3 | 2–1 |
| Real Sociedad       | 1–0 | 2–4 | 1–2 | 1–1 | 2–1 | 3–2 | 4–1 | 2–0 | 3–1 | 2–1 | 2–2 | —   | 2–0 | 0–0 | 0–0 | 1–1 |
| Sevilla C. F.       | 3–1 | 2–2 | 1–2 | 2–0 | 0–1 | 1–2 | 2–0 | 0–0 | 4–1 | 1–1 | 3–2 | 3–0 | —   | 0–1 | 4–2 | 1–0 |
| Valencia C. F.      | 1–0 | 2–0 | 1–1 | 1–1 | 2–1 | 2–2 | 3–1 | 4–0 | 4–1 | 3–0 | 2–2 | 1–0 | 2–2 | —   | 3–0 | 3–1 |
| Real Valladolid     | 3–0 | 2–2 | 1–2 | 0–4 | 2–2 | 7–3 | 1–1 | 3–1 | 2–0 | 0–4 | 0–1 | 2–1 | 2–0 | 6–3 | —   | 1–3 |
| Real Zaragoza C. D. | 2–1 | 0–3 | 1–1 | 2–2 | 1–1 | 0–0 | 3–2 | 2–0 | 2–0 | 2–0 | 3–1 | 1–3 | 3–3 | 1–2 | 3–0 | —   |

## Máximos goleadores
| #   | Jugador            | Equipo             | Goles |
| --- | ------------------ | ------------------ | ----- |
| 1.º | Manuel Badenes     | Real Valladolid    | 19    |
|     | Alfredo Di Stéfano | Real Madrid        | 19    |
|     | Ricardo Alós       | Valencia CF        | 19    |
| 4.º | Joaquín Peiró      | Atlético de Madrid | 17    |
|     | Héctor Rial        | Real Madrid        | 17    |